# Alles Gute Kommt Von Unten
Alles Gute Kommt Von Unten – trzecia część składanki wytwórni Ersguterjunge. Na płycie możemy usłyszeć Bushido, Eko Fresh, Saad, Chakuza, D-Bo, Nyze oraz Kay One. Album promował utwór "Alles Gute Kommt Von Unten".

## Utwory
1. "Intro"
2. "Über den Wolken (Chakuza, Kay One & Bushido)"
3. "Doppelkopf Anakonda (Bushido & Saad)"
4. "Wer? (Bizzy Montana)"
5. "Eins zu Eins (Chakuza)"
6. "Gottes Wille (Saad & D-Bo)"
7. "Jeder Tag ist grau (Bizzy Montana & Kay One)"
8. "Der, der ich bin (Bushido)"
9. "Stärker & Größer (Chakuza, D-Bo & Eko Fresh)"
10. "Kannst du es sehen? (Nyze)"
11. "Baba Saad (Saad)"
12. "Was auch immer (Chakuza & Summer Cem)"
13. "Du Mädchen (Bizzy Montana & Bushido)"
14. "New Kid on the Block (Kay One)"
15. "Nicht mit euch (Nyze & Chakuza)"
16. "Alles Gute kommt von unten (Bushido, Kay One & Chakuza)"
17. "Hör mir zu (Summer Cem)"
18. "Nur ein Traum (D-Bo)"
19. "Attentat (Saad & Summer Cem)"
20. "Zeitmaschine (D-Bo & Kay One)"
21. "Branx-Genie (Eko Fresh)"
22. "Asche zu Asche (Nyze, Kay One & Bushido)"